# Lukas Klünter
Lukas Klünter, född 26 maj 1996, är en tysk fotbollsspelare som spelar för Hertha Berlin.

## Klubbkarriär

### Tidig karriär
Klünter är född i Euskirchen och uppvuxen i Erftstadt. Han började spela fotboll i SC Schwarz-Weiß Friesheim och gick därefter till SSV Weilerswist. 2013 spelade Klünter för TSC Euskirchen. Därefter blev det spel i Bonner SC, där han gjorde ett mål på 26 matcher i U19-Bundesliga under säsongen 2013/2014.

### 1. FC Köln
Sommaren 2014 gick Klünter till 1. FC Köln. Han spelade totalt 21 matcher och gjorde ett mål för U19-laget under säsongen 2014/2015, varav 19 matcher i U19-Bundesliga samt 2 matcher i DFB-Junioren-Vereinspokal (tyska cupen för U19-lag). Under säsongen flyttades Klünter även upp i reservlaget, där han spelade sju matcher i Regionalliga West. Debuten i reservlaget gjorde Klünter den 31 januari 2015 i en 0–0-match mot Uerdingen, där han blev inbytt i den 79:e minuten.
Säsongen 2015/2016 blev Klünter ordinarie i reservlaget, där han spelade 24 ligamatcher och gjorde två mål. Den 3 april 2016 gjorde Klünter sin Bundesliga-debut för A-laget i en 1–1-match mot 1899 Hoffenheim, där han blev inbytt i den 76:e minuten mot Simon Zoller. Den 4 april 2017 spelade Klünter sin första match från start i en 1–0-vinst över Eintracht Frankfurt. I maj 2017 förlängde han sitt kontrakt i Köln fram till 2020. Den 13 maj 2017 gjorde Klünter sitt första Bundesliga-mål i en 2–2-match mot Bayer Leverkusen. Han spelade totalt åtta ligamatcher och gjorde ett mål för A-laget samt 17 ligamatcher och ett mål för reservlaget under säsongen 2016/2017.
Följande säsong spelade Klünter 19 ligamatcher och gjorde ett mål för A-laget samt fyra matcher för reservlaget. Det blev ingen lyckad säsong för A-laget som blev nedflyttade till 2. Bundesliga.

### Hertha Berlin
Efter Kölns nedflyttning till 2. Bundesliga värvades Klünter inför säsongen 2018/2019 av Hertha Berlin. Klünter debuterade den 15 september 2018 i en 2–2-match mot Wolfsburg, där han blev inbytt i den 90:e minuten mot Salomon Kalou. I november 2018 skadade Klünter sig och blev otillgänglig för spel under resten av året. Totalt spelade han 10 ligamatcher under säsongen 2018/2019. Följande säsong blev Klünter mer ordinarie i laget och spelade 20 ligamatcher, där samtliga var som startspelare.

## Landslagskarriär
Klünter debuterade för Tysklands U19-landslag den 26 mars 2015 i en 1–1-match mot Slovakien. Han var med i Tysklands lag vid U19-EM 2015 i Grekland. Klünter spelade samtliga tre gruppspelsmatcher, där Tyskland dock blev utslagna i gruppspelet. 
Han debuterade för U20-landslaget den 7 september 2015 i en 1–2-förlust mot Polen. Vid U21-EM 2017 i Polen var Klünter en del av Tysklands lag som tog guld, dock utan att få någon speltid.